# Eärendil
Eärendil sjöfararen är en karaktär i J.R.R. Tolkiens saga Silmarillion. Eärendil är far till Elrond och Elros, make till Elwing och son till Idril och Tuor.
Eärendil växte upp i Gondolin. När han var sju år gammal flydde han från plundringen av Gondolin med sina föräldrar och levde sedan i Arvernien, vid Sirions mun. Eärendil kom senare att bli ledare för folket som bodde där och han gifte sig med Elwing, dotter till Dior. De fick två söner, Elrond och Elros.
Med hjälp av Círdan skeppsbyggaren byggde Eärendil ett skepp, Vingilótë (eller Vingilot) som betyder skumblomma. Han seglade ofta med detta skepp runt Midgårds västra hav och lämnade sin fru bakom sig i Arvernien. Under denna tid hade Elwing silmarillen som Beren tagit ifrån Morgoth. Nyheter om detta kom till de av Fëanors söner som fortfarande var vid liv och de anföll folket som levde i Arvernien och dräpte de flesta av dem. Men Elwing kastade sig i havet istället för att bli tillfångatagen och med sig hade hon silmarillen. Men silmarillen vart inte försvunnen enligt Silmarillion:
Ty Ulmo lyfte Elwing ur vågorna och gav henne en hamn i form av en stor vit fågel och på fågelns bröst brann silmarillen som en stjärna där hon flög fram över vattnet för att söka Eärendil som hon älskade. En natt när Eärendil stod vid skeppets roder såg han henne komma emot sig, som ett vitt moln som snabbt färdades fram under månen, som en stjärna över havet som följde en sällsam bana, en blek flamma på stormens vingar. Och det berättas i sången att hon dalade mot Vingilots däck, medvetslös och intill döden trött efter sin snabba färd och att Eärendil tryckte henne mot sitt bröst; men nästa morgon såg han med förundrade blickar sin egen hustru ligga vid hans sida, och hennes hår låg över hans ansikte; och hon sov.
Efter att ha hört om tragedin som ägt rum i Arvernien sökte Eärendil då efter Valinor, och han och Elwing hittade dit till slut. Eärendil kom då att bli den första av alla dödliga att sätta sin fot där. Eärendil gick sedan till valar och frågade om deras hjälp att strida mot Morgoth, och valar accepterade hans önskan.
På grund av att Eärendil åkt till Valinor för människornas och alvernas skull, och inte för sin egen dömde inte Manwë ut något dödsstraff, som hans dåd var belagt med eftersom han var dödlig, och för att både Eärendil och Elwing härstammade från både människor och alver gav Manwë gåvan till dem och deras söner att välja vilken ras de ville tillhöra (en gåva som gick vidare till Elronds barn, som vart kända som Halvalverna). Elwing valde att tillhöra alverna. Eärendil ville hellre vara en människa, men på grund av hans frus val, valde även han att tillhöra alverna. I Silmarillion står det:
 Men när Vingilot första gången satte segel över himlens hav, höjde sig skeppet oanat, glänsande och ljust; och Midgårds folk såg det på långt avstånd och förundrades, och de såg det som ett tecken och kallade det Gil-Estel, det höga hoppets stjärna.
Valar, som lyssnat på Eärendils hjälp kom med en mäktig armé till Midgård och överföll Morgoth och fängslade honom. Eärendil var med i striden, ridande på Vingilot bredvid Thorondor och örnarna. Det var han som dräpte den mäktiga draken Ancalagon och kastade ner honom över Thangorodrim, detta och mycket mer i vredens krig ledde till Beleriands undergång.
Eärendil seglar över himlen och vaktar Mörkrets Port, där Morgoth finns inuti. På hans panna har han den skinande silmarillen som från Midgård ser ut som en lysande stjärna.

## Uttal
Namnet stavas av Tolkien med trema (två prickar) över a. Det är för att engelsktalande inte ska tolka ea som en diftong, utan förstå att det är två separata vokaler. Det finns alltså inget ä i namnet, som uttalas e-a-ren-dil (med betoning på näst sista stavelsen).